# Listă de filme noir din anii 1980
Aceasta este o listă de filme neo-noir din anii 1980:

## Anii 1980
- The Postman Always Rings Twice (1981)
- Body Heat (1981)
- I, the Jury (1982)
- Thief (1981)
- Blade Runner (1982)
- Hammett (1982)
- Blood Simple (1984)
- Against All Odds (1984)
- Brazil (1985)
- To Live and Die in L.A. (1985)
- Year of the Dragon (1985)
- Trouble in Mind (1985)
- Blue Velvet (1986)
- Manhunter (1986)
- 8 Million Ways to Die (1986)
- Angel Heart (1987)
- The Big Easy (1987)
- House of Games (1987)
- Tough Guys Don't Dance (1987)
- D.O.A. (1988)
- Batman (1989)
- The Kill-Off (1989)

## Psycho-noir
- Blue Velvet (1986)

## Noir–science fiction
- Blade Runner (1982)
- Repo Man (1984)
- The Terminator (1984)
- Brazil (1985)
- RoboCop (1987)
- Alien Nation (1988)